# Supersport-Weltserie 1998
In der Supersport-Weltserie-Saison 1998 wurden zehn Rennen ausgetragen.

## Punkteverteilung
Weltmeister wird derjenige Fahrer beziehungsweise der Hersteller, der bis zum Saisonende die meisten Punkte in der Weltmeisterschaft angesammelt hat. Bei der Punkteverteilung werden die Platzierungen im Gesamtergebnis des jeweiligen Rennens berücksichtigt. Die fünfzehn erstplatzierten Fahrer jedes Rennens erhalten Punkte nach folgendem Schema:
| Punkteverteilung | Punkteverteilung | Punkteverteilung | Punkteverteilung | Punkteverteilung | Punkteverteilung | Punkteverteilung | Punkteverteilung | Punkteverteilung | Punkteverteilung | Punkteverteilung | Punkteverteilung | Punkteverteilung | Punkteverteilung | Punkteverteilung | Punkteverteilung |
| ---------------- | ---------------- | ---------------- | ---------------- | ---------------- | ---------------- | ---------------- | ---------------- | ---------------- | ---------------- | ---------------- | ---------------- | ---------------- | ---------------- | ---------------- | ---------------- |
| Platz            | 1                | 2                | 3                | 4                | 5                | 6                | 7                | 8                | 9                | 10               | 11               | 12               | 13               | 14               | 15               |
| Punkte           | 25               | 20               | 16               | 13               | 11               | 10               | 9                | 8                | 7                | 6                | 5                | 4                | 3                | 2                | 1                |

In die Wertung kamen alle erzielten Resultate.

## Wissenswertes

### Todesfälle
Der Belgier Michaël Paquay verunglückte am 9. Mai 1998 auf der Hochgeschwindigkeitsstrecke im Training zum italienischen Lauf in Monza schwer. In den Unfall, der sich am Vormittag in der Anfahrt auf die erste Schikane ereignete, waren mehrere Fahrer involviert. Paquay versuchte gerade, den Honda-Fahrer Antonio Calasso zu überholen, als er mit ihm kollidierte und zu Boden stürzte. Der Belgier wurde von den unmittelbar folgenden Sébastien Charpentier und Ferdinando Di Maso überrollt. Michaël Paquay erlag noch am selben am Abend im San-Gerardo-Krankenhaus in Monza seinen schweren Kopf- und Brustverletzungen.

## Rennergebnisse
|    | Datum  | Rennen             | Strecke        | Pole-Position        | Platz 1               | Platz 2              | Platz 3              | Schn. Rennrunde      |
| -- | ------ | ------------------ | -------------- | -------------------- | --------------------- | -------------------- | -------------------- | -------------------- |
| 1  | 13.04. | Großbritannien     | Donington      | Paolo Casoli         | Paolo Casoli          | Yves Briguet         | Massimo Meregalli    | Yves Briguet         |
| 2  | 10.05. | Italien            | Monza          | Cristiano Migliorati | Fabrizio Pirovano     | Cristiano Migliorati | Vittoriano Guareschi | Fabrizio Pirovano    |
| 3  | 24.05. | Spanien            | Albacete       | Fabrizio Pirovano    | Fabrizio Pirovano     | Stéphane Chambon     | Pere Riba            | Fabrizio Pirovano    |
| 4  | 07.06. | Deutschland        | Nürburgring    | Vittoriano Guareschi | Sébastien Charpentier | Pere Riba            | Vittoriano Guareschi | Pere Riba            |
| 5  | 21.06. | San Marino         | Misano         | Vittoriano Guareschi | Fabrizio Pirovano     | Massimo Meregalli    | Cristiano Migliorati | Vittoriano Guareschi |
| 6  | 05.07. | Südafrika          | Kyalami        | Pere Riba            | Stéphane Chambon      | Vittoriano Guareschi | Fabrizio Pirovano    | Cristiano Migliorati |
| 7  | 12.07. | Vereinigte Staaten | Laguna Seca    | Stéphane Chambon     | Paolo Casoli          | Stéphane Chambon     | Jason Pridmore       | Pere Riba            |
| 8  | 02.08. | Großbritannien     | Brands Hatch   | Paolo Casoli         | Fabrizio Pirovano     | Vittoriano Guareschi | Yves Briguet         | Stéphane Chambon     |
| 9  | 30.08. | Österreich         | Österreichring | Pere Riba            | Fabrizio Pirovano     | Stéphane Chambon     | Vittoriano Guareschi | Cristiano Migliorati |
| 10 | 06.09. | Niederlande        | Assen          | Vittoriano Guareschi | Vittoriano Guareschi  | Fabrizio Pirovano    | Stéphane Chambon     | Fabrizio Pirovano    |

## Fahrerwertung
| 1  | Fabrizio Pirovano     | Suzuki   | Team Alstare Corona    | 171 |
| 2  | Vittoriano Guareschi  | Yamaha   | Yamaha Belgarda        | 149 |
| 3  | Stéphane Chambon      | Suzuki   | Team Alstare Corona    | 137 |
| 4  | Paolo Casoli          | Ducati   | Ducati Performance     | 92  |
| 5  | Massimo Meregalli     | Yamaha   | Yamaha Belgarda        | 90  |
| 6  | Cristiano Migliorati  | Ducati   | Endoug Marchesi Corse  | 84  |
| 7  | Pere Riba             | Ducati   | Team Garella Racing    | 78  |
| 8  | Wilco Zeelenberg      | Yamaha   | Yamaha Dee Cee J.RT    | 64  |
| 9  | Giovanni Bussei       | Suzuki   | Suzuki Italy           | 46  |
| 10 | Robert Ulm            | Yamaha   | Sebring Yamaha Austria | 43  |
| 11 | Mauro Lucchiari       | Ducati   | De Cecco Racing        | 42  |
| 12 | Yves Briguet          | Ducati   | Endoug Marchesi Corse  | 36  |
| 13 | Sébastien Charpentier | Honda    | Honda Reflex Team      | 27  |
| 14 | Giuseppe Fiorillo     | Suzuki   | Suzuki Italia          | 23  |
| 15 | Marco Risitano        | Kawasaki | Kawasaki Team Italia   | 20  |
| 16 | Roberto Teneggi       | Ducati   | Team Falappa Ghelfi    | 20  |
| 17 | Jörg Teuchert         | Yamaha   | Team Zweirad Teuchert  | 19  |
| 18 | James Toseland        | Honda    | Castrol Honda          | 18  |
| 19 | Camillo Mariottini    | Bimota   | Team Bimota Arrow      | 18  |
| 20 | Jason Pridmore        | Suzuki   | Hypercycle Suzuki      | 16  |
| 21 | Angelo Conti          | Suzuki   | GI Motor Sport         | 16  |
| 22 | Christian Kellner     | Suzuki   | Laux Racing            | 14  |
| 23 | Walter Tortoroglio    | Suzuki   | Sacchi Corse           | 14  |
| 24 | Francesco Monaco      | Ducati   | X Racing               | 12  |
| 25 | Brett MacLeod         | Suzuki   | Elf Suzuki             | 11  |
|    | Mile Pajic            | Kawasaki | Team Motor Druten      | 11  |

| 27 | Thomas Körner        | Kawasaki | Team K               | 10 |
| 28 | Juan-Eric Gomez      | Suzuki   | Team Sert            | 8  |
|    | Russell Wood         | Honda    | Nashua Honda         | 8  |
| 30 | Howard Whitby        | Honda    | Nicmonira Racing     | 7  |
|    | Serafino Foti        | Bimota   | Team Bimota Tamoil   | 7  |
|    | Michele Gallina      | Ducati   | Team Mavi Racing     | 7  |
|    | Werner Daemen        | Kawasaki | Kawasaki Belgium     | 7  |
|    | Torleif Hartelman    | Honda    | Team Ten Kate        | 7  |
| 35 | Christophe Cogan     | Ducati   | Yamaha Motor France  | 7  |
| 36 | Bernard Garcia       | Ducati   | Two Brothers Racing  | 6  |
|    | Jean-Philippe Ruggia | Bimota   | Team Bimota Tamoil   | 6  |
|    | Francisco Riquelme   | Ducati   | Team Desmo Racing    | 6  |
| 39 | Karl Muggeridge      | Honda    | Castrol Honda        | 5  |
|    | Stefan Nebel         | Kawasaki | Kawasaki Junior Team | 5  |
| 41 | Javier Rodríguez     | Yamaha   | Lozano Racing        | 5  |
| 42 | Harald Steinbauer    | Kawasaki | Team Biker Box       | 4  |
|    | Phil Borley          | Honda    | Team Raceways        | 4  |
| 44 | Marc Garcia          | Honda    | Two Brothers Racing  | 3  |
|    | Herbert Kaufmann     | Yamaha   | Yamaha Mo-Rennteam   | 3  |
|    | Albert Aerts         | Yamaha   | BKM Racing Team      | 3  |
|    | Kirk McCarthy        | Honda    | Castrol Honda        | 3  |
| 48 | Vittorio Iannuzzo    | Yamaha   | Team Tienne          | 2  |
|    | Eric Schnackenberg   | Suzuki   | Schnackenberg Erik   | 2  |
|    | Jan Hanson           | Honda    | Ten Kate Reab        | 2  |
| 51 | Mario Innamorati     | Kawasaki | Kawasaki Team Italia | 1  |
|    | James Jacobi         | Yamaha   | Jacobi               | 1  |

## Konstrukteurswertung
| 1 | Suzuki   | 207 |
| 2 | Yamaha   | 175 |
| 3 | Ducati   | 174 |
| 4 | Honda    | 65  |
| 5 | Kawasaki | 48  |
| 6 | Bimota   | 15  |